# Albert Loriol
Albert Loriol, né le 21 octobre 1882 à Clermont-Ferrand et mort le 3 janvier 1963 à Paris, est un peintre français.

## Biographie
Albert Francisque Michel Loriol est le fils de Gilbert Loriol, employé au chemin de fer et de Marie Antoinette Dubost.
élève à l'école des beaux arts depuis 1900, il expose régulièrement au Salon des artistes français.
Son atelier se trouve Porte de Saint-Cloud. Il remporte huit mentions, ainsi que les prix Fortin d'Ivry et Chenavard.
Il meurt le 3 janvier 1963 et il est inhumé le 7 janvier au Cimetière parisien de Thiais.